# Gare de Kitashinagawa
La gare de Kitashinagawa (北品川駅, Kitashinagawa-eki) est une gare ferroviaire de l'arrondissement de Shinagawa, à Tokyo au Japon. La gare est exploitée par la compagnie Keikyū.

## Situation ferroviaire
La gare de Kitashinagawa est située au point kilométrique (PK) 0,7 de la ligne principale Keikyū.

## Histoire
La gare de Kitashinagawa a été inaugurée le 8 mai 1904.

## Service des voyageurs

### Accueil
La gare dispose d'un bâtiment voyageurs, avec guichets, ouvert tous les jours.

### Desserte
- Ligne principale Keikyū :
  - voie 1 : direction Aéroport de Haneda ou Yokohama
  - voie 2 : direction Shinagawa et Sengakuji (interconnexion avec la ligne Asakusa pour Oshiage)